# Urfolkens musik
Urfolkens musik tillhör betydligt tidigare utvecklingsstadier än de gamla kulturfolkens tonkonst och lämnar de äldsta musikaliska dokument, som över huvud kan anträffas. Av dessa framgår, att musiken i sin begynnelse tjänade utomliggande ändamål, framför allt religionen. Nästan alla primitiva sånger har stått i samband med kulten och varit oskiljaktigt förenade med dans, de är magiska medel för att skaffa sig framgång i jakt och krig, framkalla fruktbarhet och regn, vinna kärlek, bota sjuka, besvärja onda andar, försätta sig i extatiskt tillstånd. Med sångernas magiska betydelse sammanhänger en hel del sällsamheter i sättet att utföra dem (näston, falsett, tjutande glissando, utrop, härmning av djurläten och så vidare). Sedermera uppkom profana sånger, såsom arbetsvisor, spevisor, erotiska dansvisor, och jämte de rytmangivande ledsagningsinstrumenten användes alltmer melodibärande sådana. Huvudsakliga grupper av tonverktyg är trummor, lamellinstrument (mungigor och dylikt), trumpeter, pipor och enkla stränginstrument. Melodierna rör sig hos flera urfolk blott på två till tre toner, hos andra till exempel upprepas ett kort motiv recitativiskt inom något större omfång. Tonstegens storlek är ungefär en helton, med variering från halvton till liten ters; som större intervaller framträda kvarten och kvinten, och en stor mängd melodier uppvisar femtonig skala. Melodirörelsen är oftast nedstigande; rytmiken antar egendomliga former; icke sällan förekommer växelsång mellan försångaren och kören (mest refräng), och början till flerstämmighet yppar sig.
Sedan 1890-talet har fonografen möjliggjort tillförlitliga uppteckningar av urfolkens musik, och vid flera vetenskapliga institut i Europa och Amerika ha fonogramarkiv inrättats för bevarande av musik- och språkprov från utdöende urfolk. Vid bearbetning av detta material nyttjar man fysikaliska metoder för att fastställa de exotiska ton- och tidsförhållandena oberoende av de i europeisk musik vanliga.